# Kenilworth
Kenilworth – miasto w Anglii, w hrabstwie Warwickshire, w dystrykcie Warwick. Leży 7 km na północ od miasta Warwick i 136 km na północny zachód od Londynu. W 2001 miasto liczyło 22 582 mieszkańców. Kenilworth jest wspomniana w Domesday Book (1086) jako Chinewrde.
Nowoczesne Kenilworth jest określane jako „miasto-sypialnia” dla osób dojeżdżających do Coventry, Birmingham i Leamington Spa. Bliskość Uniwersytetu Warwick sprawia, że decydują się osiedlić i dojeżdżać tutaj pracownicy uniwersyteccy.

## Transport
Miasto ma połączenia drogowe i powietrzne: obwodnicę A46 mającą połączenie z lotniskiem w Birmingham. Autostrady M6, M42 i M40 są w odległości 16 km od Kenilworth. Regularne połączenia autobusowe do Coventry i dworców w Leamington Spa i Warwick Parkway.
W 2017 ma zostać otwarta nowa stacja kolejowa Kenilworth, z bezpośrednimi połączeniami do Coventry i Leamington Spa.

## Sklepy
W mieście istnieją oddziały sieciowe sklepów Waitrose oraz sieci elektro-AGD Robert Dyas.

## Zabytki
- Zamek Kenilworth (X w.) – normańska budowla  przebudowana w XIII w., a częściowo zniszczona w XVI w.  Zamek jako ruina stał się atrakcją turystyczną już w XVIII w. W okresie wiktoriańskim stał się sławny dzięki opowiadaniu Waltera Scotta “Kenilworth” z 1826 r. Do zwiedzania Ruiny zamku oraz Ogród Elżbietański[5];
- Ruiny Opactwa św. Marii (St Mary's Abbey) pierwotnie Augustianów – XII w.
- Kościół św. Mikołaja (St Nicholas' Church) XII w.
- Wieża Wodna z XVIII w. (The Water Tower) – pierwotnie młyn zbożowy
- Zegar uliczny na środku Warwick Road w stylu wiktoriańskim

## Kultura
- Fontanna wodna w kształcie kuli (Kugel Ball) zwana Millennium Globe – w centrum miasta;

- Teatr Talizman – założony w 1942 roku. W swej obecnej sali dla 156 osób w Barrow Road  działa od 1969 r. Zespół otrzymał osiem nagród Noda w latach 2004 i 2014[6];

- The Priory Theatre – założony w 1932 roku jako Players Kenilworth. W latach 1945–46  na siedzibę teatru została przebudowana stara Kaplica Unitarian – neogotycki budynek z 1816 roku. Po pożarze w 1976 roku w 1978 roku został ponownie otwarty. Posiada salę dla 119 osób;
- Festiwal Kenilworth[7]

Odbywa się od ponad 80 lat przez jeden tydzień w maju. Festiwal miał 70 lat przerwy i reaktywował się w 2005 roku. W 2008 został wsparty przez Kenilworth Rotary Club i od tej pory odbywa się regularnie, prezentując różne dziedziny kultury, takie jak teatr, muzyka, poezja, sztuka;

## Art at Kenilworth
Coroczna wystawa prac artystów z Kenilworth i okolic odbywająca się w listopadzie a organizowana przez miejscowy Rotary Club.

## Sport
Two Castles Run odbywa się od 1983 roku w czerwcu jako zabawa prowadzona pomiędzy Zamkiem w Warwick i Zamkiem w Kenilworth. Impreza przyciąga corocznie 3000-4000 uczestników. Wyścig jest organizowany przez Rotary Club Kenilworth we współpracy z klubem rowerowym i atletycznym w Leamington.
W mieście działają różne kluby sportowe, m.in. piłki nożnej, krykieta, rugby, golfa, tenisa, kolarski, biegowy, biegów na orientację Octavian Droobers, pływacki.

## Miasta partnerskie
- Bourg-la-Reine, Hauts-de-Seine, Francja
- Eppstein, Niemcy

## Miasta zaprzyjaźnione
- Bo, Sierra Leone
- Uyogo, Tanzania